# Lethrus tschitsherini
Lethrus tschitsherini är en skalbaggsart som beskrevs av Semenov 1894. Lethrus tschitsherini ingår i släktet Lethrus och familjen tordyvlar. Inga underarter finns listade i Catalogue of Life.